# Jacinthe Taillon
Jacinthe Taillon (Saint-Eustache, 1 de enero de 1977) es una deportista canadiense que compitió en natación sincronizada. Participó en los Juegos Olímpicos de Sídney 2000, obteniendo una medalla de bronce en la prueba de equipo.

## Palmarés internacional
| Juegos Olímpicos | Juegos Olímpicos | Juegos Olímpicos  | Juegos Olímpicos |
| Año              | Lugar            | Medalla           | Prueba           |
| ---------------- | ---------------- | ----------------- | ---------------- |
| 2000             | Sídney (Japón)   | Medalla de bronce | Equipo           |